# Bitka kod Arcole
Arcole, selo u talijanskoj regiji Verona, gdje je Napoleon Bonaparte od 15. do 17. studenoga 1796. slomio treći pokušaj Austrijanaca deblokade Mantove.

## Tijek bitke
Našavši se u kritičnom položaju donio je smjelu odluku da s glavninom napadne pozadinu protivnika. I dok je austrijski feldmaršal József Alvinczi s oko 30,000 vojnika krenuo prema Veroni, Bonaparte je s 18,000 krenuo iz Verone da ga preko San Bonifacio napadne iz pozadine. Ujutro, 15. studenoga prešao je rijeku Adige kod Ronca podignutom pontonskom mostu. Divizija Masena zauzela je Belfiore, ali je divizija Augereau bezuspješno napadala most kod Arcole. Bezuspješno je napadao i sam Bonaparte predvodeći divizije sa zastavom u ruci. Arcole je zauzeto tek kada ga je brigada Guieu okružila s juga, prešavši prethodno Adide kod Albareda d'Adige. No, do kraja dana Francuzi su ipak odbačeni na desnu obalu Adigea protunapadom Alvinczija koji se okrenuo na jug. Zadržali su samo mostobran kod Ronca. Idućeg dana ponovni napad završio je s istim rezultatom. Francuzi su se navečer opet našli na desnoj obali Adigea.

## Posljedice
Otpor Austrijanaca slomljen je trećeg dana oko 15h, tek kada je Augereau na improviziranom mostu prešao rijeku Alpone blizu njenog ušča i napali Austrijance s juga, dok se Alvinczi povukao na Vicencu. Austrijanci su izgubili preko 6,000 ljudi (2,070 mrtvih i ranjenih, preko 4,000 zarobljenih) i 11 topova, a Francuzi oko 4,000 ljudi, medu njima 10 generala. 